# Shemsu Hassan
Shemsu Hassan ou Shemisu Hassan, né en 1961, est un athlète éthiopien, spécialiste de la marche athlétique. 

## Biographie
Il remporte la médaille d'or du 20 km marche lors des championnats d'Afrique 1982 et 1990, ainsi que la médaille d'argent en 1985.
Il s'impose à deux reprises sur cette distance lors des Jeux africains, en 1987 et 1991.

### Palmarès
| Date | Compétition            | Lieu      | Résultat | Épreuve      | Performance     |
| ---- | ---------------------- | --------- | -------- | ------------ | --------------- |
| 1982 | Championnats d'Afrique | Le Caire  | 1er      | 20 kmmarche  | 1 h 41 min 39 s |
| 1983 | Championnats du monde  | Helsinki  | 38e      | 20 km marche | 1 h 30 min 36 s |
| 1985 | Championnats d'Afrique | Le Caire  | 2e       | 20 km marche | 1 h 42 min 26 s |
| 1987 | Jeux africains         | Nairobi   | 1er      | 20 km marche | 1 h 35 min 57 s |
| 1990 | Championnats d'Afrique | Le Caire  | 1er      | 20 km marche | 1 h 29 min 31 s |
| 1991 | Jeux africains         | Le Caire  | 1er      | 20 km marche | 1 h 29 min 04 s |
| 1992 | Jeux olympiques        | Barcelone | 25e      | 20 km marche | 1 h 32 min 39 s |
| 1995 | Jeux africains         | Harare    | 3e       | 20 km marche | 1 h 32 min 03 s |

### Records
| Épreuve      | Performance    | Lieu   | Date         |
| ------------ | -------------- | ------ | ------------ |
| 20 km marche | 1 h 27 min 8 s | Moscou | 17 août 1984 |